# Brings
Brings ist eine Kölner Mundart-Band. Die Band machte sich zunächst als Rockband einen Namen und singt sowohl auf Kölsch als seit 1995 auch auf Hochdeutsch. Nach dem Erfolg des Titels Superjeilezick 2001 spezialisierte sie sich auf kölsche Stimmungshits. Ihre erfolgreichste Veröffentlichung ist die Single Kölsche Jung aus dem Jahr 2013 mit über 300.000 verkauften Einheiten.

## Bandgeschichte
Die Band wurde 1990 von den Brüdern Peter (* 8. September 1964 in Köln) und Stephan Brings (* 1. September 1965 in Köln), Harry Alfter (* 5. August 1964 in Bonn) und Matthias Gottschalk (* 30. Dezember 1961 in Leverkusen) gegründet. Heute besteht sie aus Harry Alfter, Christian Blüm (* 18. Juli 1965 in Bonn, Sohn von Norbert Blüm), den Brüdern Peter und Stephan Brings (Söhne von Rolly Brings) und Kai Engel (* 12. Juni 1971 in Köln, Sohn von Tommy Engel, dem Gründungsmitglied der Bläck Fööss).

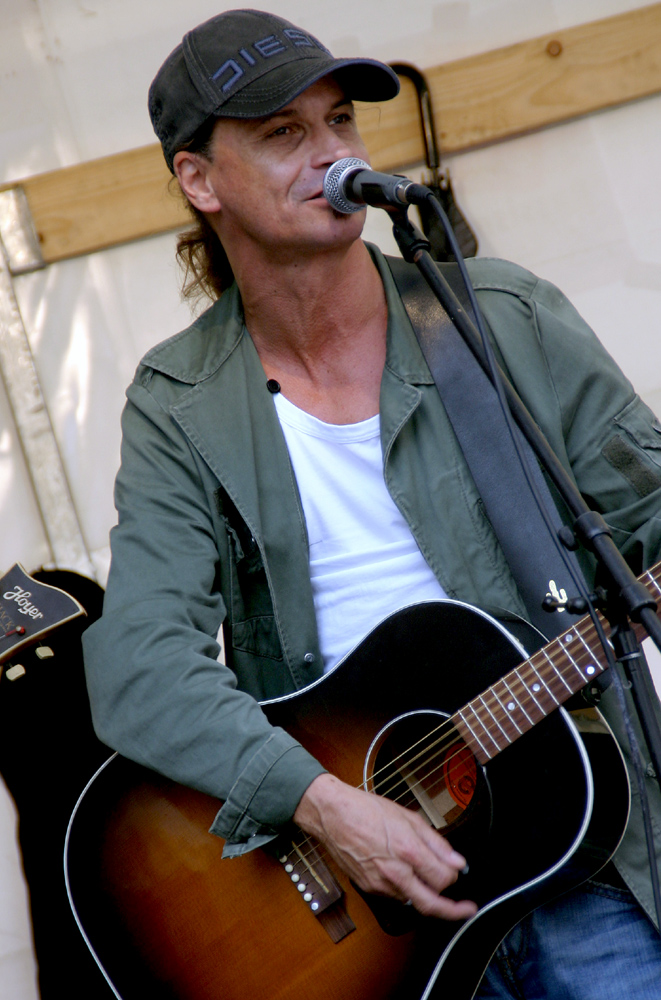
Peter Brings (2007)
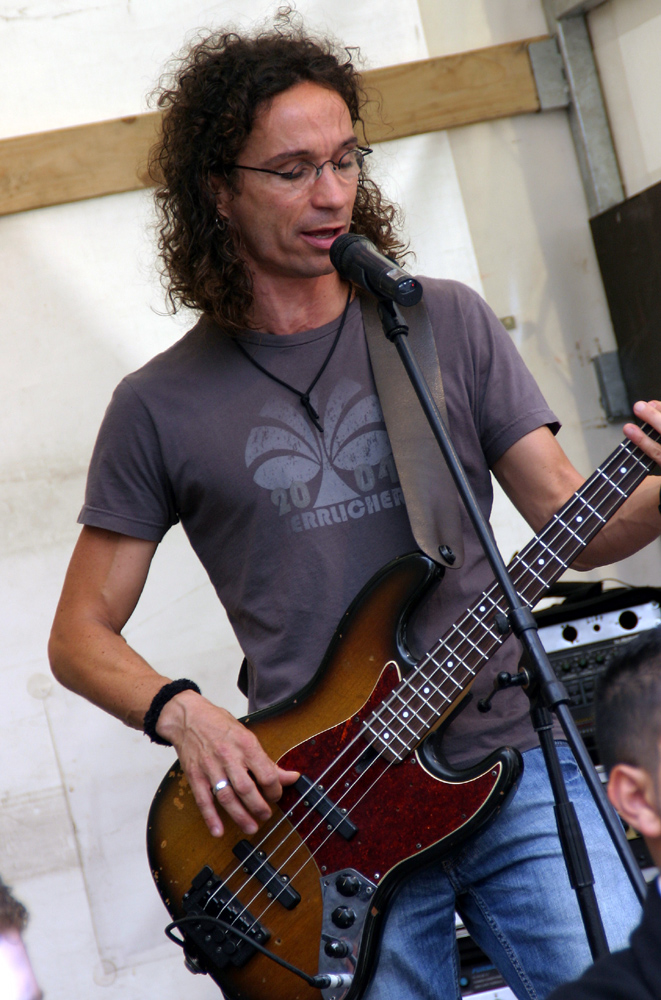
Stephan Brings (2007)
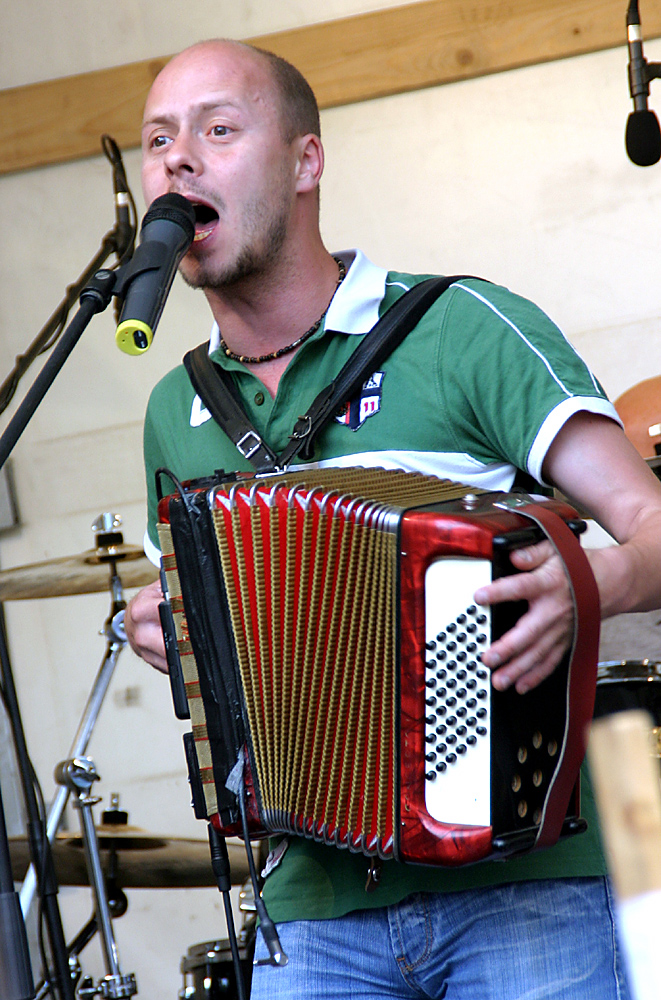
Kai Engel (2007)
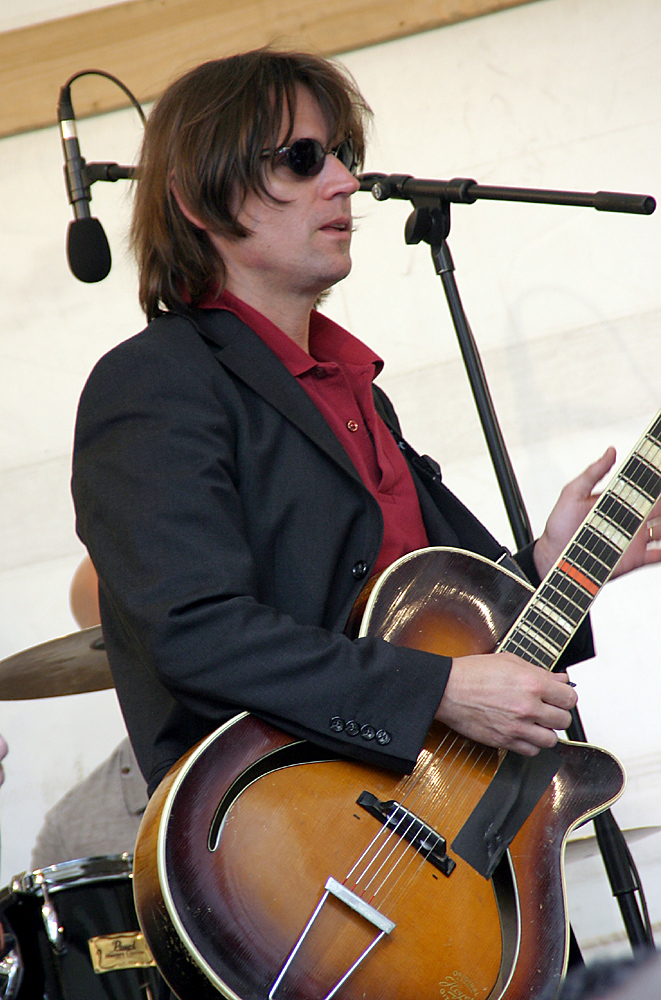
Harry Alfter (2007)
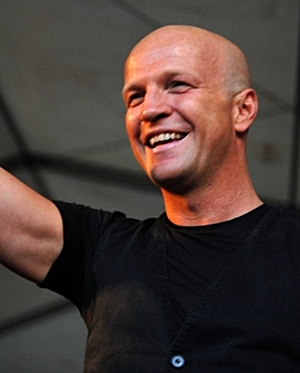
Christian Blüm (2007)

### Anfänge
1991 erschien das Debütalbum Zwei Zoote Minsche. Inhaltlich war die Band um Abgrenzung bemüht. Peter Brings sagte rückblickend: „Jeder direkte Bezug zu Köln wäre tödlich gewesen. Da hätten wir uns gleich zur Prunksitzung mit Prinz Karneval anmelden können.“ Die Band spielte im selben Jahr neben Billy Idol und Transvision Vamp als Support der Simple Minds im ausverkauften Müngersdorfer Stadion in Köln und bei Rock am Ring. Ein Höhepunkt war eine nahezu ausverkaufte Kölner Sporthalle.
1992 erschien das Album Kasalla; 1993 das dritte Album Hex’n’Sex. Vor einem großen Publikum spielten Brings auch beim Start ins Wildall, der Eröffnungsveranstaltung von SWR3 auf dem Baden-Airpark sowie 1993 zum zweiten Mal bei Rock am Ring. Hinzu kamen mehrfach Auftritte in der WDR-Sendung Rockpalast. Als Vorgruppe spielten Brings unter anderem auch bei Tourneen von AC/DC und Tom Petty.
Der erste Hit war Nur mer zwei, der Platz 56 in den deutschen Charts erreichte. Weitere bekannte Titel aus dieser Zeit sind Katharina, Nix is Verjesse, Ali, Ehrenfeld, Bis ans Meer und auch das sozialkritische Handvoll ze fresse, das bei SWR3 zum „Song des Jahres“ gewählt wurde. In dem Film Knockin’ on Heaven’s Door hatte Peter Brings einen Kurzauftritt als Krankenpfleger.
Brings setzt sich auch für politische Ziele ein. Bekanntestes Beispiel ist die AG Arsch huh mit dem dazugehörigen Konzert auf dem Kölner Chlodwigplatz im Jahr 1992 vor mehr als 100.000 Zuschauern. Die Alben Zwei Zoote Minsche, Kasalla und Fünf bzw. Fünf+4 wurden von dem langjährigen BAP-Gitarristen Klaus Heuser produziert. Für knapp zeichnet der u. a. als Juror der Castingshow Popstars bekannt gewordene Dieter Falk als Produzent verantwortlich.

### Stiländerung
Nachdem es ruhiger um die Band geworden war, kam im Jahr 2000 mit dem an Those Were the Days bzw. an Dorogoi dlinnoju angelehnten Lied Superjeilezick der bisher größte Erfolg. Insbesondere im Kölner Karneval wurde das Stück, das eigentlich nur als Geburtstagsständchen für die Band gedacht war, ein Dauerbrenner. 2001 produzierten sie zusammen mit den Wise Guys den Song Stolz für deren Album Ganz weit vorne. Nach dem Überraschungserfolg von Superjeilezick kam es zu einer erheblichen und heftig diskutierten Änderung des musikalischen Stils weg vom klassischen Rock hin zu Party- und Stimmungsmusik, häufig mit typischen Polka-Elementen.
2003 spielten Brings u. a. auf dem UZ-Pressefest. In der Karnevalssession 2004 landete die Band mit Poppe, Kaate, Danze einen weiteren Hit. 2005 komponierte die Band das Lied Hoch, Höher, Haie für den Eishockeyverein Kölner Haie. Ein Jahr später wurde anlässlich der Fußball-Weltmeisterschaft 2006 in Deutschland der 1974 von Jack White mit der Nationalmannschaft produzierte Schlager Fußball ist unser Leben neu aufgelegt und zu einem weiteren Erfolg. Die Single konnte sich vier Wochen lang in der Hitparade behaupten.
Im November 2006 erschien die Single Hay! Hay! Hay!, die Musik wurde von Verka Serduchkas Song Gop-gop übernommen. Das Stück, das zuweilen als Verherrlichung und Verharmlosung von Drogenkonsum ausgelegt wird, spielt Brings nach Absprache mit dem Festkomitee Kölner Karneval nicht mehr auf Karnevalsveranstaltungen. Das Album gleichnamige Album erschien im Januar 2007.
Für die Session 2007/2008 veröffentlichte Brings eine Coverversion von Zarah Leanders Nur nicht aus Liebe weinen. Mit dieser Single erreicht die Band eine Platzierung in den Top 50 der Singlecharts. Mit dem Kölner Dreigestirn präsentierte Brings während dieser Session ihren neuen und rockig aufbereiteten Karnevalsschlager Su ne Daach, su schön wie hück, su ne Daach kütt nie zoröck.
In der Karnevalssession 2008/2009 stellte Brings die Titel Mama wir danken dir und Immer widder vor. Ihr Album Rockmusik erschien im November 2008. Es enthält einige bereits zuvor als Single veröffentlichte Titel und knüpft stilistisch an die karnevalistisch geprägten Alben der letzten Jahre an. Peter Brings unterstützt als Sänger die Kölner Band Schmackes beim Titelsong ihrer Maxi-CD Fastelover und nahm mit dieser Formation an der Närrischen Hitparade 2008 des WDR teil.
Nachdem Brings außerhalb der Karnevalssession vor allem im Rheinland unterwegs sind, führte die Band die Tournee 2008 auf Initiative des Köln-Münchner Karnevalsverein e. V. auch nach München. Binnen sechs Wochen nach Vorverkaufsstart im Januar 2008 waren alle 700 verfügbaren Tickets verkauft – die Band konnte nach langer Zeit wieder an frühere Erfolge außerhalb des Rheinlands anknüpfen. Zum 20-jährigen Bestehen der Band gab die Gruppe im Juli 2011 im ausverkauften Kölner Rheinenergiestadion vor 50.000 Zuschauern ein Open-Air-Konzert. Zum 25-jährigen Bestehen gaben sie im Juni 2016 erneut ein Konzert im Rhein-Energie-Stadion vor rund 50.000 Zuschauern. Musikalische Unterstützung erhielt die Band unter anderem von den Bläck Fööss, dem Rapper Eko Fresh und Chris Thompson.
2014 veröffentlichte die Band im Verlag Kiepenheuer & Witsch das autobiographische Buch Superjeilezick. Das Leben ist ein Rockkonzert, das die Musiker mit dem Journalisten und Autor Uli Kreikebaum verfasst hatten. Die Idee war 2013 entstanden, als Peter Brings im Brauhaus Gaffel am Dom einen Mitarbeiter des Verlags kennengelernt hatte.
2020 nahm die Band während der Covid-19-Pandemie mit dem Beethoven Orchester Bonn unter der Leitung von Dirk Kaftan das Album Alles Tutti mit zwölf neu arrangierten Brings-Songs auf, das im November 2021 erschien.

### Fernsehauftritte
Bundesweite Aufmerksamkeit erreichte die Band vor allem durch Auftritte in Fernsehsendungen wie Immer wieder sonntags, ZDF-Fernsehgarten oder Karnevalissimo. Außerdem spielten Brings wiederholt in der Sendung Die Feste der Volksmusik. Zum 10-jährigen Bandbestehen drehte der Rockpalast die Dokumentation 10 Jahre Brings - Ne Superjeilezick.
In der Serie Großstadtrevier (Staffel 30, Folge 2) hat die Band einen Auftritt.

### Film- und Fernsehdokumentation zum 30-jährigen Bestehen
Zum 30-jährigen Bestehen der Band 2021 drehten die Filmemacher Wilm Huygen und Andreas Fröhlich für den WDR den 45-minütigen Dokumentarfilm Su lang mer noch am lääve sin. Dafür begleiteten sie Brings durch das Jubiläumsjahr, in dem das geplante große Jubiläumskonzert im Rheinenergiestadion wegen der COVID-19-Pandemie nicht stattfinden konnte und andere Live-Auftritte zunächst nur bei kleineren Autokonzerten möglich waren.
Die Dokumentation enthält außerdem Videoausschnitte, mit denen Harry Alfter von Anfang an das Leben und Wirken der Band festgehalten hatte. Der Film wurde im Juli 2021 im Rheinauhafen open air uraufgeführt, begleitet vom Auftritt der Band. Aus dem Material entstand der Kinofilm Nix för lau, der seine Premiere im Oktober 2021 hatte.

### Rezeption

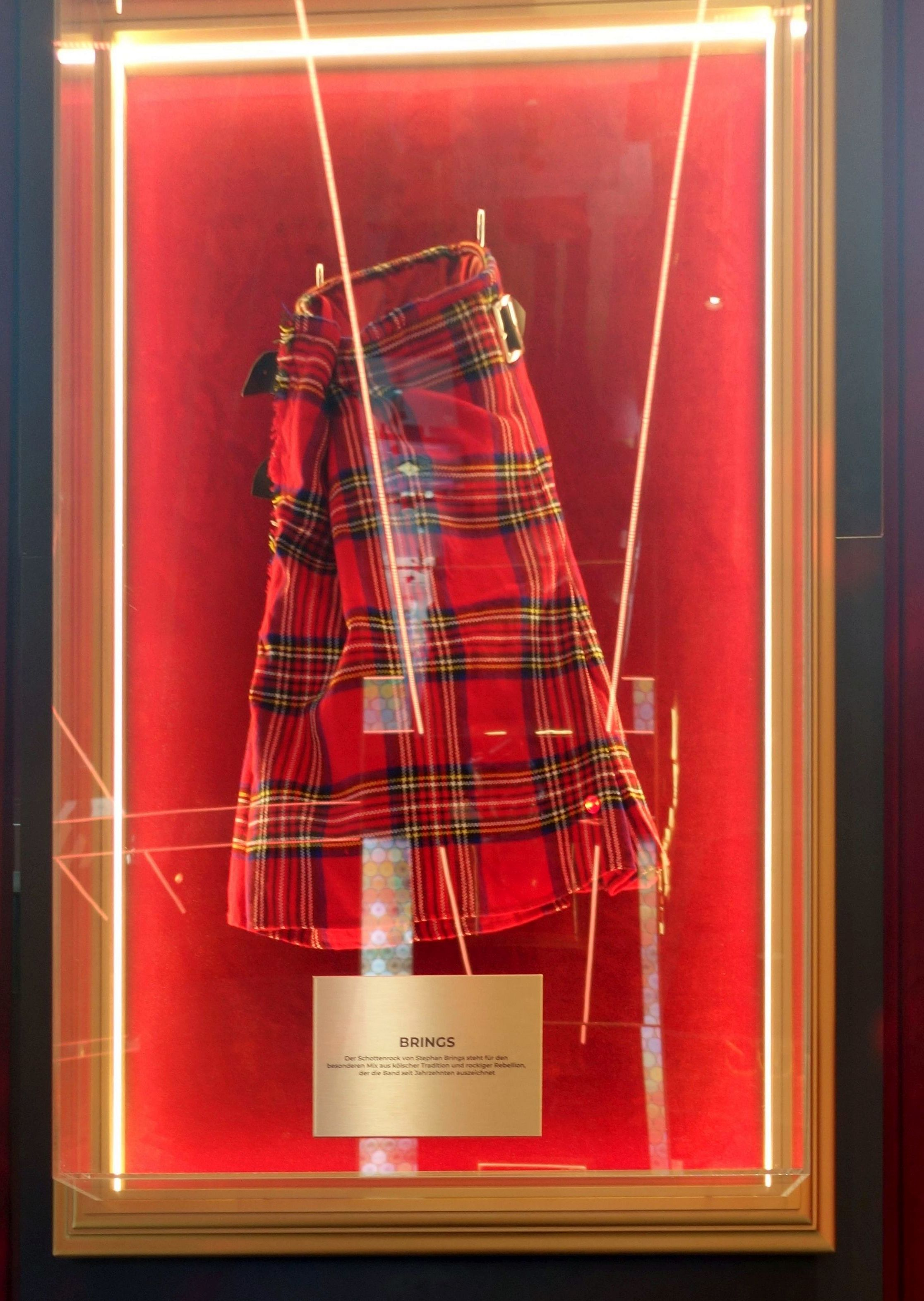
Brings Schottenrock im „Schlager Café“ in Düsseldorf (2025)

Der aus Dessau stammende Wahlkölner Florian Hempel, ehemaliger Handballtorwart und späterer Dartsspieler, läuft seit 2021 bei Wettbewerben mit dem Brings-Song Kölsche Jung ein. Bei den Heimspielen des Eishockeyclubs Kölner Haie wird das Stück nach jedem Tor der eigenen Mannschaft angespielt.

## Diskografie
Studioalben

| Jahr | Titel                         | Höchstplatzierung, Gesamtwochen, AuszeichnungChartsChartplatzierungen (Jahr, Titel, Platzierungen, Wochen, Auszeichnungen, Anmerkungen) | Anmerkungen                                                          |
| Jahr | Titel                         | DE | Anmerkungen                                                          |
| ---- | ----------------------------- | --- | -------------------------------------------------------------------- |
| 1991 | Zwei Zoote Minsche            | — | Erstveröffentlichung: 28. Januar 1991                                |
| 1992 | Kasalla                       | DE61 (9 Wo.)DE | Erstveröffentlichung: 21. Mai 1992                                   |
| 1993 | Hex ’n’ Sex                   | DE68 (9 Wo.)DE | Erstveröffentlichung: 24. Juni 1993                                  |
| 1995 | Glaube, Liebe, Hoffnung       | DE72 (7 Wo.)DE | Erstveröffentlichung: 22. Juni 1995                                  |
| 1997 | Fünf                          | — | Erstveröffentlichung: 22. August 1997                                |
| 1999 | Knapp                         | DE61 (3 Wo.)DE | Erstveröffentlichung: 11. Januar 1999                                |
| 2001 | Superjeilezick                | DE40 (7 Wo.)DE | Erstveröffentlichung: 29. Januar 2001                                |
| 2003 | Puddelrüh                     | DE32 (3 Wo.)DE | Erstveröffentlichung: 10. Februar 2003                               |
| 2004 | Poppe, Kaate, Danze           | DE86 (1 Wo.)DE | Erstveröffentlichung: 12. Januar 2004                                |
| 2005 | Su lang mer noch am Lääve sin | DE82 (3 Wo.)DE | Erstveröffentlichung: 3. Januar 2005                                 |
| 2007 | Hay! Hay! Hay!                | DE89 (1 Wo.)DE | Erstveröffentlichung: 12. Januar 2007                                |
| 2008 | Rockmusik                     | DE89 (2 Wo.)DE | Erstveröffentlichung: 21. November 2008                              |
| 2011 | Dat is geil                   | DE7 (3 Wo.)DE | Erstveröffentlichung: 15. Juli 2011                                  |
| 2014 | 14                            | DE35 (4 Wo.)DE | Erstveröffentlichung: 5. Dezember 2014                               |
| 2017 | Liebe gewinnt                 | DE50 (2 Wo.)DE | Erstveröffentlichung: 1. Dezember 2017                               |
| 2021 | Alles Tutti!                  | DE45 (2 Wo.)DE | Erstveröffentlichung: 26. November 2021 mit Beethoven Orchester Bonn |

### Wiederveröffentlichungen und Best-of-Alben
Im Mai 2007 erschien bei EMI 15 Jahre nach Erstveröffentlichung eine digital aufbereitete Neuauflage ihres zweiten Albums, Kasalla. Auf dieser Doppel-CD sind zusätzlich zum Umfang des ursprünglichen Albums die Titel der limitierten CDs Zweschedurch und Zwischendurch II sowie ein Video, Songkommentare und eine Fotogalerie enthalten. Im selben Jahr erschien eine digital aufbereitete CD, die Live-Aufnahmen enthält.
Das Live-Album entstand ursprünglich in Zusammenarbeit mit dem SWR. Fast zeitgleich wurden von der EMI zwei Best-of-Versionen der durch Rockmusik geprägten Jahre 1990 bis 1997 veröffentlicht. Der Unterschied zwischen Einzel- und Doppel-CD besteht in der zweiten CD, die als Bonus ältere B-Seiten und Videos enthält.
Neben dieser Auswahl veröffentlichte das BMG-Label Na klar! ein aktuelleres Best-of-Album mit den Partyhits und Schlagern der Jahre seit 2001. Bis auf den Titel Superjeilezick sind auf diesem Album keine Titel der bei der BMG erschienenen rocklastigen Alben knapp und Superjeilezick berücksichtigt worden. Bis 1997 wurden alle Titel von EMI veröffentlicht, anschließend bis 2007 von BMG.

## Veröffentlichungen
- Brings, Uli Kreikebaum: Superjeilezick. Das Leben ist ein Rockkonzert. KiWi, Köln 2014, ISBN 978-3-462-03842-2.

## Filmografie
- 2001: Rockpalast (10 Jahre Brings Ne Superjeilezick)
- 2002: SK Kölsch (Fernsehserie, Folge 4x02 Götterdämmerung[19])
- 2013: Danni Lowinski (Fernsehserie, Folge Mafiabraut)
- 2013, 2015: Köln 50667 (Reality-Soap, 2 Folgen)
- 2021: Brings – nix för lau (Regie: Andreas Fröhlich, Wilm Huygen, Mindjazz Pictures)